# 2023年太平洋颶風季
2023年太平洋颶風季是每年一度全球熱帶氣旋產生週期的一部分。東太平洋颶風季從2023年5月15日開始；而中太平洋颶風季從2023年6月開始。本條目的範圍僅侷限於赤道以北及國際換日線以東的太平洋，於赤道以北及國際換日線以西的太平洋水域產生的風暴則被稱為颱風，並被列入2023年太平洋颱風季。在東、中太平洋產生的熱帶風暴分別是由美國國家颶風中心（英語：NHC）及中太平洋颶風中心（英語：CPHC）命名，國際編號分別為xxE或xxC。更多關於東、中太平洋的颶風，請參見太平洋颶風季。
2023年太平洋颶風季初期預測顯示，受厄爾尼諾現象影響，東太平洋盆地的熱帶氣旋活動將較常年更為活躍。然而本風季直到6月27日才生成首個熱帶氣旋——颶風「阿德里安」，成為自2016年熱帶風暴「阿加莎」以來最晚形成的東太平洋首場命名風暴。
7月上旬，颶風「卡爾文」發展為該季首個大型颶風，其後以熱帶風暴強度掠過夏威夷大島南方，為當地及鄰近的毛伊島帶來大範圍降雨。8月，四級颶風朵拉從夏威夷群島南方經過，其引發的強梯度風助長了當地多場毀滅性野火的火勢。
同月下旬，颶風「希拉里」以熱帶風暴強度登陸下加利福尼亞半島，隨後為美國西南部帶來暴雨和強陣風。9月初，五級颶風「喬瓦」——該海域自2018年以來首個五級颶風——為先前受希拉里影響的區域再度帶來降雨、巨浪和離岸流。
10月間，墨西哥太平洋沿岸接連遭受四個熱帶氣旋侵襲。熱帶風暴「馬克斯」於10月9日登陸格雷羅州，引發嚴重洪災。不到48小時後，颶風「莉迪亞」迅速增強為四級颶風，並以巔峰強度直擊哈利斯科州。
「莉迪亞」過後不到兩週，颶風「諾瑪」兩度登陸墨西哥西北部。而在「諾瑪」兩次登陸之間的短暫空檔，五級颶風奧蒂斯快速增強為本季第二個五級颶風，以破紀錄強度重創阿卡普爾科——這是太平洋颶風史上首次以五級強度登陸，其強度更超越2015年的颶風派翠莎，成為有紀錄以來登陸強度最強的太平洋颶風。

## 已被國際命名的熱帶氣旋

### 颶風阿德里安（Adrian）
6月26日，一個低壓在墨西哥以南形成，美國海軍研究實驗室給予擾動編號91E。
6月28日凌晨3時，國家颶風中心將其升格為熱帶低氣壓，給予熱帶氣旋編號01E。同時，國家颶風中心將其升格為熱帶風暴，並命名為阿德里安（Adrian）。晚間9時，國家颶風中心將其升格為一級颶風。
6月30日下午3時，國家颶風中心將其升格為二級颶風。
7月1日上午9時，國家颶風中心將其降格為一級颶風。晚間9時，國家颶風中心將其降格為熱帶風暴。
7月2日下午3時，國家颶風中心將其降格為熱帶低氣壓。
7月3日凌晨3時，國家颶風中心判定其已轉化為後熱帶氣旋。

### 颶風比阿特利斯（Beatriz）
6月27日，一個低壓在瓜地馬拉以南形成，美國海軍研究實驗室給予擾動編號92E。
6月29日下午2時，國家颶風中心判定其為一潛在熱帶氣旋，給予熱帶氣旋編號02E。下午3時，國家颶風中心將其升格為熱帶低氣壓。
6月30日凌晨3時，國家颶風中心將其升格為熱帶風暴，並命名為比阿特利斯（Beatriz）。
7月1日凌晨3時，國家颶風中心將其升格為一級颶風。晚間9時，國家颶風中心將其降格為熱帶風暴。
7月2日凌晨3時，國家颶風中心表示比阿特利斯減弱為殘餘低氣壓。

### 颶風卡爾文（Calvin）
7月10日，一個低壓在墨西哥南部近海形成，美國海軍研究實驗室給予擾動編號94E。
7月12日凌晨3時，國家颶風中心將其升格為熱帶低氣壓，給予熱帶氣旋編號03E。下午3時，國家颶風中心將其升格為熱帶風暴，並命名為卡爾文（Calvin）。
7月13日晚間8時，國家颶風中心將其升格為一級颶風。
7月14日下午2時，國家颶風中心將其升格為二級颶風。晚間8時，國家颶風中心將其升格為三級颶風。下午2時，國家颶風中心將其降格為二級颶風。
7月16日，下午2時，國家颶風中心將其降格為一級颶風。
7月17日凌晨2時，國家颶風中心將其降格為熱帶風暴。晚間，國家颶風中心認為卡爾文已進入中北太平洋，交由中太平洋颶風中心對此颶風發報。
7月20日凌晨3時，中太平洋颶風中心判定其已轉化為後熱帶氣旋。

### 颶風朵拉（Dora）
7月30日，一個低壓在瓜地馬拉西南方形成，美國海軍研究實驗室給予擾動編號96E。
8月1日凌晨3時，國家颶風中心將其升格為熱帶低氣壓，給予熱帶氣旋編號05E。下午3時，國家颶風中心將其升格為熱帶風暴，並命名為朵拉（Dora）。
8月2日上午9時，國家颶風中心將其升格為一級颶風。晚間9時，國家颶風中心將其升格為二級颶風。
8月3日上午9時，國家颶風中心將其升格為三級颶風。下午3時，國家颶風中心將其升格為四級颶風。晚間9時，國家颶風中心將其降格為三級颶風。
8月4日上午9時，國家颶風中心再度將其升格為四級颶風。晚間9時，國家颶風中心再度將其降格為三級颶風。
8月5日凌晨3時，國家颶風中心將其降格為二級颶風。
8月6日上午9時，國家颶風中心三度將其升格為四級颶風。晚間，國家颶風中心認為朵拉已進入中北太平洋，交由中太平洋颶風中心對此颶風發報。
8月11日凌晨3時，中太平洋颶風中心將其降格為三級颶風。
8月12日上午8時，朵拉跨越國際換日線進入西北太平洋，中太平洋颶風中心對其發出最後一報，並交由日本氣象廳接續發佈。

### 熱帶風暴尤金（Eugene）
8月4日，一個低壓在墨西哥西南方形成，美國海軍研究實驗室給予擾動編號97E。
8月5日晚間9時，國家颶風中心將其升格為熱帶低氣壓，給予熱帶氣旋編號06E。
8月6日凌晨3時，國家颶風中心將其升格為熱帶風暴，並命名為尤金（Eugene）。
8月8日凌晨3時，國家颶風中心判定其已轉化為後熱帶氣旋。

### 颶風費爾南達（Fernanda）
8月11日，一個低壓在墨西哥西南方形成，美國海軍研究實驗室給予擾動編號95E。
8月13日凌晨3時，國家颶風中心將其升格為熱帶低氣壓，給予熱帶氣旋編號07E。上午9時，國家颶風中心將其升格為熱帶風暴，並命名為費爾南達（Fernanda）。
8月14日凌晨3時，國家颶風中心將其升格為一級颶風。上午9時，國家颶風中心將其升格為二級颶風。下午3時，國家颶風中心將其升格為三級颶風。晚間9時，國家颶風中心將其升格為四級颶風。
8月15日上午9時，國家颶風中心將其降格為三級颶風。下午3時，國家颶風中心將其降格為二級颶風。
8月16日下午3時，國家颶風中心將其降格為一級颶風。晚間9時，國家颶風中心將其降格為熱帶風暴。
8月17日晚間9時，國家颶風中心判定其已轉化為後熱帶氣旋。

### 熱帶風暴格雷格（Greg）
8月12日，一個低壓在接近中太平洋海域形成，美國海軍研究實驗室給予擾動編號99E。
8月14日上午9時，國家颶風中心將其升格為熱帶低氣壓，給予熱帶氣旋編號08E。下午5時，國家颶風中心將其升格為熱帶風暴，並命名為格雷格（Greg）。晚間10時，國家颶風中心認為格雷格已進入中北太平洋，交由中太平洋颶風中心對此颶風發報。
8月18日凌晨3時，中太平洋颶風中心將其降格為熱帶低氣壓。下午3時，中太平洋颶風中心判定其已轉化為後熱帶氣旋。

### 颶風希拉里（Hilary）
8月15日，一個低壓在墨西哥西南方形成，美國海軍研究實驗室給予擾動編號90E。
8月16日晚間11時，國家颶風中心將其直接升格為熱帶風暴，並命名為希拉里（Hilary）。
8月17日晚間9時，國家颶風中心將其升格為一級颶風。
8月18日凌晨3時，國家颶風中心將其升格為二級颶風。上午9時，國家颶風中心將其升格為三級颶風。下午3時，國家颶風中心將其升格為四級颶風。
8月19日晚間9時，國家颶風中心將其降格為三級颶風。
8月20日凌晨3時，國家颶風中心將其降格為二級颶風。下午3時，國家颶風中心將其降格為二級颶風。晚間11時，國家颶風中心將其降格為熱帶風暴。
8月21日上午6時，國家颶風中心表示颶風希拉里於墨西哥下加利福尼亞州聖金廷市登陸。上午8時，國家颶風中心表示颶風希拉里於美國南加利福尼亞州再次登陸，成為84年來首個從加州登陸的颶風。下午5時，國家颶風中心判定其已轉化為後熱帶氣旋。

### 熱帶風暴歐文（Irwin）
8月24日，一個低壓在下加利福尼亞半島南方形成，美國海軍研究實驗室給予擾動編號92E。
8月27日上午9時，國家颶風中心將其升格為熱帶低氣壓，給予熱帶氣旋編號10E。晚間9時，國家颶風中心將其升格為熱帶風暴，並命名為歐文（Irwin）。
8月30日凌晨3時，國家颶風中心判定其已轉化為後熱帶氣旋。

### 颶風喬瓦（Jova）
9月3日，一個低壓在墨西哥以南形成，美國海軍研究實驗室給予擾動編號96E。
9月5日凌晨3時，國家颶風中心將其升格為熱帶低氣壓，給予熱帶氣旋編號11E。下午3時，國家颶風中心將其升格為熱帶風暴，並命名為約瓦（Jova）。
9月6日下午3時，國家颶風中心將其升格為一級颶風。晚間9時，國家颶風中心將其升格為二級颶風。
9月7日凌晨3時，國家颶風中心直接將其升格為四級颶風。上午11時，國家颶風中心將其升格為五級颶風。晚間9時，國家颶風中心將其降格為四級颶風。
9月8日下午3時，國家颶風中心將其降格為三級颶風。晚間9時，國家颶風中心將其降格為二級颶風。
9月9日上午9時，國家颶風中心將其降格為一級颶風。下午3時，國家颶風中心將其降格為熱帶風暴。
9月11日凌晨3時，國家颶風中心判定其已轉化為後熱帶氣旋。

### 熱帶風暴肯尼斯（Kenneth）
9月17日，一個低壓在下加利福尼亞半島南端以南形成，美國海軍研究實驗室給予擾動編號95E。
9月19日晚間11時，國家颶風中心將其升格為熱帶低氣壓，給予熱帶氣旋編號13E。
9月20日凌晨3時，國家颶風中心將其升格為熱帶風暴，並命名為肯尼斯（Kenneth）。
9月22日下午3時，國家颶風中心將其降格為熱帶低氣壓。晚間11時，國家颶風中心判定其已轉化為後熱帶氣旋。

### 颶風莉迪亞（Lidia）
10月2日，一個低壓在墨西哥西南部形成，美國海軍研究實驗室給予擾動編號98E。
10月3日下午5時，國家颶風中心直接將其升格為熱帶風暴，並命名為莉迪亞（Lidia）。
10月10日上午11時，國家颶風中心將其升格為一級颶風。晚間11時，國家颶風中心將其升格為二級颶風。
10月11日上午5時，國家颶風中心直接將其升格為四級颶風。國家颶風中心表示颶風莉迪亞於墨西哥哈利斯科州拉斯佩尼塔斯附近登陸。上午11時，國家颶風中心將其降格為三級颶風。下午3時，國家颶風中心直接將其降格為熱帶風暴。

### 熱帶風暴馬克斯（Max）
10月5日，一個低氣壓在特萬特佩克灣東南偏南方形成，美國海軍研究實驗室給予擾動編號99E。
10月8日上午11時，國家颶風中心判定其為一潛在熱帶氣旋，並給予熱帶氣旋編號16E。
10月9日上午5時，國家颶風中心將其升格為熱帶低氣壓。上午11時，國家颶風中心將其升格為熱帶風暴，並命名為馬克斯（Max）。晚間6時，國家颶風中心表示熱帶風暴馬克斯於墨西哥格雷羅州特克潘德加利納市維森特格雷羅港以西登陸。
10月10日上午11時，國家颶風中心將其降格為熱帶低氣壓。

### 颶風諾瑪（Norma）
10月16日，一個低壓在墨西哥西南部形成，美國海軍研究實驗室給予擾動編號90E。
10月18日上午5時，國家颶風中心直接將其升格為熱帶風暴，並命名為諾瑪（Norma）。
10月19日上午5時，國家颶風中心將其升格為一級颶風。下午5時，國家颶風中心直接將其升格為三級颶風。晚間11時，國家颶風中心將其升格為四級颶風。
10月20日上午9時，國家颶風中心將其降格為三級颶風。晚間9時，國家颶風中心將其降格為二級颶風。
10月21日上午5時，國家颶風中心再度將其升格為三級颶風。晚間8時，國家颶風中心表示颶風諾瑪於墨西哥南下加利福尼亞州卡波聖盧卡斯沿岸登陸。
10月22日上午5時，國家颶風中心直接將其降格為一級颶風。上午9時，國家颶風中心將其降格為熱帶風暴。
10月23日晚間9時，國家颶風中心將其降格為熱帶低氣壓。晚間11時，國家颶風中心判定其已轉化為後熱帶氣旋。

### 颶風奧蒂斯（Otis）
10月18日，一個低壓在特萬特佩克灣以南海域生成，美國海軍研究實驗室給予擾動編號91E。
10月22日晚間11時，國家颶風中心將其升格為熱帶低氣壓，給予熱帶氣旋編號18E。
10月23日上午5時，國家颶風中心將其升格為熱帶風暴，並命名為奧蒂斯（Otis）。
10月24日晚間11時，國家颶風中心將其升格為一級颶風。
10月25日上午5時，國家颶風中心直接將其升格為三級颶風。上午11時，國家颶風中心將其升格為四級颶風。下午5時，國家颶風中心將其升格為五級颶風。晚間11時，國家颶風中心直接將其降格為二級颶風。
10月26日上午5時，國家颶風中心將其降格為熱帶風暴。

奧蒂斯10月25日的爆炸性強化時期是有史以來最極端的時期之一，在24小時內，奧蒂斯中心附近最高風速由50英里（85公里/小時）增強到160英里（260公里/小時），相當於從熱帶風暴強度增強為5級颶風強度。僅次於颶風派翠莎在2015年創下的24小時最大強度增加紀錄。奧蒂斯在墨西哥格雷羅州阿卡普爾科附近登陸，登陸強度為5級颶風，風速為165英里/小時（270公里/小時），中心氣壓為923毫巴（27.26英寸汞柱）。這標誌著奧蒂斯成為有記錄以來第一個以5級颶風強度登陸墨西哥的颶風，超越颶風派翠莎，成為登陸時強度最高的颶風。

### 熱帶風暴皮拉爾（Pilar）
10月25日，原2023年大西洋颶風季的熱帶低氣壓21L的殘留雲系進入東北太平洋發展，美國海軍研究實驗室給予擾動編號92E。
10月29日上午5時，國家颶風中心將其升格為熱帶性低氣壓，給予熱帶氣旋編號19E。
10月30日上午9時，國家颶風中心將其升格為熱帶風暴，並命名為皮拉爾（Pilar）。
11月6日上午9時，國家颶風中心判定其已轉化為後熱帶氣旋。

### 熱帶風暴拉蒙（Ramon）
11月18日，一個低壓在下加利福尼亞半島南端以南形成，美國海軍研究實驗室給予擾動編號94E。
11月23日清晨4時，國家颶風中心將其升格為熱帶低氣壓，給予熱帶氣旋編號20E。
11月25日早上11時，國家颶風中心將其升格為熱帶風暴，並命名為拉蒙（Ramon）。
11月26日晚間11時，國家颶風中心判定其已轉化為後熱帶氣旋。

## 未被國際命名的熱帶氣旋

### 熱帶低氣壓04E
7月19日，一個低壓在下加利福尼亞半島西南方形成，美國海軍研究實驗室給予擾動編號95E。
7月21日下午5時，國家颶風中心將其升格為熱帶低氣壓，給予熱帶氣旋編號04E。
7月22日晚間18時，國家颶風中心將其降格為後熱帶氣旋。

### 熱帶低氣壓12E
9月13日，一個低壓在接近中太平洋海域形成，美國海軍研究實驗室給予擾動編號94E。
9月16日上午5時，國家颶風中心將其升格為熱帶低氣壓，給予熱帶氣旋編號12E。
9月17日上午11時，國家颶風中心將其降格為後熱帶氣旋。同時，國家颶風中心認為12E已進入中北太平洋，交由中太平洋颶風中心對此颶風發報。

### 熱帶低氣壓14E
9月22日，一個低壓在下加利福尼亞半島南端以南形成，美國海軍研究實驗室給予擾動編號97E。
9月24日上午5時，國家颶風中心將其升格為熱帶低氣壓，給予熱帶氣旋編號14E。
9月25日上午11時，國家颶風中心判定其已轉化為後熱帶氣旋。

## 風暴名稱

### 東太平洋
下面的名字將被用於於2023年在東北太平洋形成而又被命名的風暴。如果有退役名稱的話，將由世界氣象組織在2024年春天宣布。在這個名單中未退役的名字將在2029年的風季中再次使用。本年未用名稱以灰色表示，黑體字表示今年已經使用過，粗體名稱表示該風暴活躍中，橙色表示下一個即將使用的熱帶氣旋名稱。
| - Adrian - Beatriz - Calvin - Dora - Eugene - Fernanda - Greg - Hilary | - Irwin - Jova - Kenneth - Lidia - Max - Norma - Otis - Pilar | - Ramon - Selma（未用） - Todd（未用） - Veronica（未用） - Wiley（未用） - Xina（未用） - York（未用） - Zelda（未用） |

### 中太平洋
下列名稱將用於2023年在中太平洋形成的風暴。
| - Hone（未用） | - Iona（未用） | - Keli（未用） | - Lala（未用） |  |

## 颶風季影響
以下圖表顯示了2023年太平洋颶風季的所有熱帶氣旋以及它們的登陸資料(如有)。在括號內的死亡人數屬於非直接，但仍與風暴有關的死亡。所有破壞及死亡數字都包括風暴在擾動及溫帶氣旋階段時的資料。
| 萨菲尔-辛普森飓风风力等级 |    |    |    |    |    |    |
| TD                        | TS | C1 | C2 | C3 | C4 | C5 |

| 阿德里安   | 6月28日－7月3日                 | 二级飓风   | 105 (165) | 970  | 無                                       | 無        | 無  |  |
| 比阿特利斯 | 6月29日－7月2日                 | 一级飓风   | 85 (140)  | 992  | 墨西哥西部                               | 很少      | 1   |  |
| 卡爾文     | 7月12日－7月20日                | 三级飓风   | 125 (205) | 953  | 夏威夷                                   | 很少      | 無  |  |
| 04E        | 7月21日－7月22日                | 热带低气压 | 35 (55)   | 1006 | 無                                       | 無        | 無  |  |
| 朵拉       | 8月1日－8月12日（離開中太平洋） | 四级飓风   | 150 (240) | 939  | 夏威夷、約翰斯頓環礁                     | 無        | 無  |  |
| 尤金       | 8月5日－8月8日                  | 热带风暴   | 70 (110)  | 992  | 加利福尼亞州                             | 3000      | 無  |  |
| 費爾南達   | 8月13日－8月18日                | 四级飓风   | 130 (215) | 949  | 無                                       | 無        | 無  |  |
| 格雷格     | 8月14日－8月18日                | 热带风暴   | 65 (100)  | 994  | 無                                       | 無        | 無  |  |
| 希拉里     | 8月16日－8月22日                | 四级飓风   | 140 (220) | 940  | 下加利福尼亞半島、墨西哥西部、美國西南部 | 9.48億    | 2   |  |
| 歐文       | 8月27日－8月30日                | 热带风暴   | 45 (75)   | 998  | 無                                       | 無        | 無  |  |
| 約瓦       | 9月5日－9月11日                 | 五级飓风   | 160 (260) | 926  | 墨西哥西部、美國西南部                   | 25.1萬    | 無  |  |
| 12E        | 9月16日－9月17日                | 热带低气压 | 35 (55)   | 1006 | 無                                       | 無        | 無  |  |
| 肯尼斯     | 9月19日－9月23日                | 热带风暴   | 50 (85)   | 1000 | 無                                       | 無        | 無  |  |
| 14E        | 9月24日－9月25日                | 热带低气压 | 35 (55)   | 1006 | 無                                       | 無        | 無  |  |
| 莉迪亞     | 10月3日－10月12日               | 四级飓风   | 140 (220) | 942  | 墨西哥西部、墨西哥西南部、瑪麗亞群島     | 7880萬    | 3   |  |
| 馬克斯     | 10月9日－10月11日               | 热带风暴   | 70 (110)  | 990  | 墨西哥西南部                             | 3860萬    | 2   |  |
| 諾瑪       | 10月18日－10月24日              | 四级飓风   | 130 (215) | 939  | 下加利福尼亞半島、錫那羅亞州             | 2840萬    | 3   |  |
| 奧蒂斯     | 10月22日－10月26日              | 五级飓风   | 165 (270) | 922  | 格雷羅州                                 | 120-160億 | ≥52 |  |
| 皮拉爾     | 10月29日－11月6日               | 热带风暴   | 65 (100)  | 995  | 中美洲                                   | 4500萬    | 4   |  |
| 拉蒙       | 11月23日－11月27日              | 热带风暴   | 45 (75)   | 1002 | 無                                       | 無        | 無  |  |
| 季节总结   |                                 |            |           |      |                                          |           |     |  |
| 20个气旋   | 6月28日－11月27日               |            | 165 (270) | 922  |                                          | 131-171億 | ≥67 |  |

## 外部連結
- 國家颶風中心和中太平洋颶風中心 （页面存档备份，存于）
- 阿根廷國家氣象局 （页面存档备份，存于）
- 聯合颱風警報中心 （页面存档备份，存于）